# Нале Роксло, Конрадо
Конрадо Нале Роксло (15 февраля 1898 — 2 июля 1971) — аргентинский писатель, журналист и юморист, живший в Буэнос-Айресе. Автор стихотворений, пьес, киносценариев и пастишей в прозе, а также владелец двух юмористических журналов: Don Goyo и Esculapión.
В 1945 году был лауреатом Национальной театральной премии за пьесу Ворон ковчега, а в 1955 году был удостоен Национальной премии по литературе за сборник рассказов Врата чистилища.
Также писал детские книги и биографические произведения.